# تدبير كوفيد-19
يشمل تدبير كوفيد-19 المعالجة الداعمة، التي تتضمن تصحيح التجفاف وتوفير الأكسجين ودعم الأعضاء الحيوية المتضررة. بدأت منظمة الصحة العالمية بتضمين ديكساميتازون في إرشادات معالجة مرضى المستشفيات، وتوصي الإرشادات الأسترالية بإعطائه للمرضى الذين يحتاجون إلى الأكسجين. توصي مراكز السيطرة على الأمراض والوقاية منها الأفراد الذين يشكّون بإصابتهم بوضع قناع وجه بسيط. استُخدمت تقنية الأكسجة الغشائية خارج الجسم لتدبير الفشل التنفسي، ولكن فوائدها مازالت قيد الدراسة. وأوصي بالنظافة الشخصية واتباع نمط حياة صحي ونظام غذائي صحي لتحسين المناعة. ربما تكون المعالجة الداعمة مفيدة للأشخاص الذين لديهم أعراض خفيفة في المرحلة المبكرة من الإصابة. تقترح دراسات متنوعة خضعت لمراجعة الأقران تطبيق التنفس الأنفي الإجباري.
نشرت منظمة الصحة العالمية واللجنة الوطنية للصحة في جمهورية الصين الشعبية ومعاهد الصحة الوطنية الأمريكية توصيات بشأن رعاية مرضى كوفيد-19 الذين أُدخلوا إلى المستشفى. جمع اختصاصيو العناية المركزة وأمراض الرئتين في الولايات المتحدة الأمريكية توصيات العلاج من وكالات مختلفة في مورد مجاني، سُمي الكتاب الإلكتروني لرعاية الحالات الحرجة.

## المعالجة

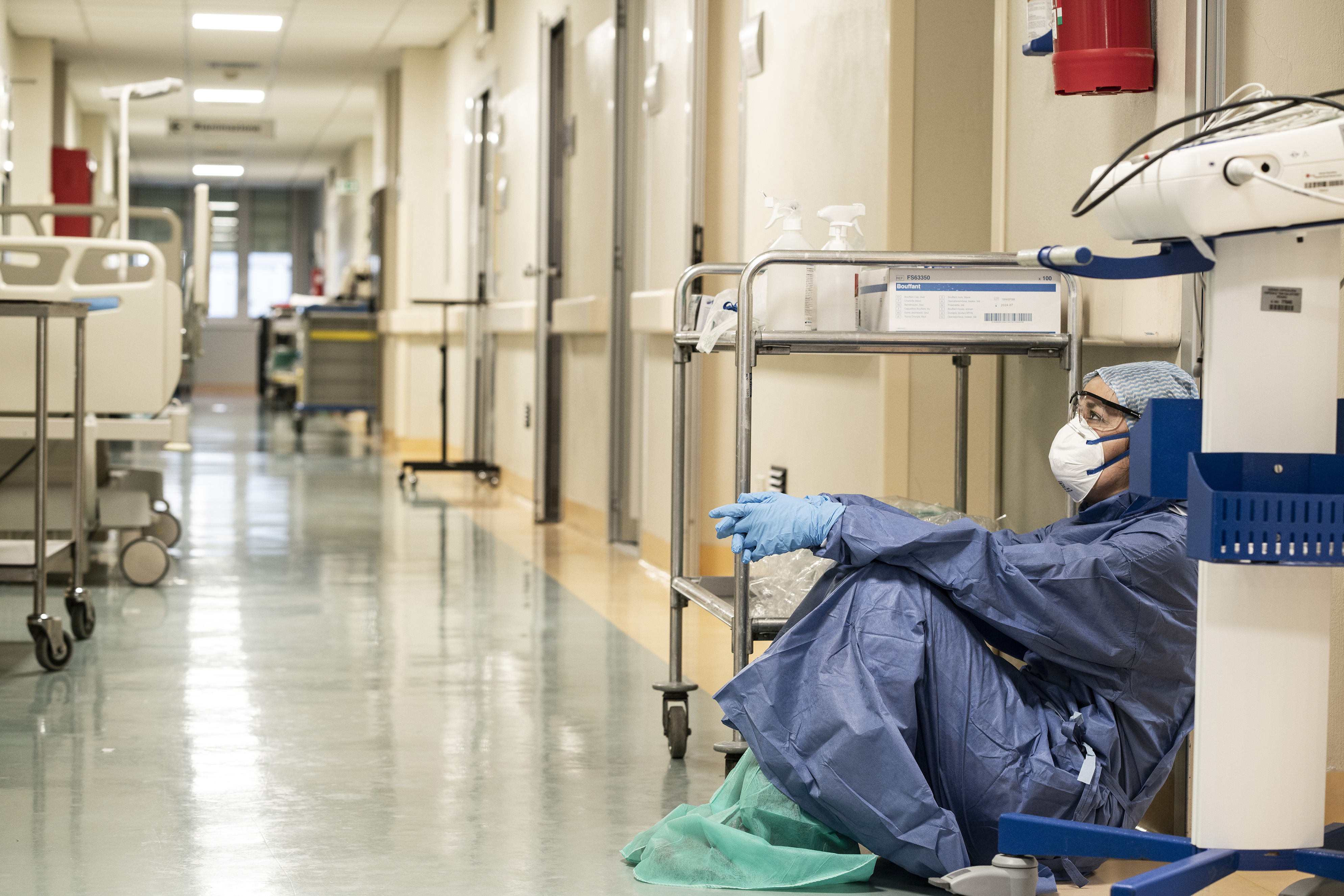
طبيبة تخدير مرهقة في مدينة بيزارو، إيطاليا، مارس 2020.

ما زال استخدام مضادات الفيروسات لعلاج كوفيد-19 قيد الدراسة. لم تثبت فعاليتها في تخفيض عدد الوفيات في التجارب المنضبطة المُعشاة المنشورة حتى الآن. ومع ذلك، يمكن أن يؤثر دواء ريمديسيفير في وقت التعافي من الفيروس. مُنح ترخيص الاستخدام الطارئ لدواء ريمديسيفير في الولايات المتحدة في الأول من مايو لمرضى الحالات الشديدة الذين أُدخلوا إلى المستشفى. مُنح الترخيص المؤقت نظرًا لعدم وجود علاجات نوعية أخرى، وبدا أن فوائده المرجوّة تفوق مخاطره المحتمَلة. 
يمكن أن تخفف أدوية الرشح التي لا تحتاج وصفة طبية من الأعراض، وكذلك شرب السوائل، والراحة. ويُستخدم العلاج بالأكسجين والسوائل الوريدية والدعم التنفسي تبعًا لشدة المرض. ما زالت سلامة المصل المضاد وفعاليته العلاجية غير مؤكدة وبحاجة إلى المزيد من البحث.
تبحث تجارب أخرى في فعالية استخدام الأدوية الموجودة لعلاج كوفيد-19 أو السيطرة على رد الفعل المناعي ضده. في 16 يونيو، أصدرت مجموعة ريكفري التجريبية بيانًا مفاده أن نتائجهم الأولية أظهرت فعالية استخدام جرعة منخفضة من ديكساميتازون في تقليل الوفيات عند المرضى الذين يتلقون دعمًا تنفسيًا، مع أن المراجعات السابقة أشارت إلى دور الستيروئيدات المحتمل في تدهور النتائج. وارتفع الطلب على ديكساميتازون بعد نشر النسخة الأولية للنتائج.

### الأدوية
تخضع الكثير من الأدوية المرشحَة للدراسة، ولكن ريمديسيفير وديكساميتازون هما العقاران الوحيدان اللذان أظهرا فائدة سريرية في التجارب المنضبطة المعشاة.

#### الكورتيكوستيرويدات الجهازية
يمكن استخدام ديكساميتازون فقط عند المرضى الذين احتاجوا دعمًا تنفسيًا. الجرعة الموصى بها وفقًا للإرشادات الأسترالية، حتى يوليو 2020، هي 6 ملغ يوميًا، عن طريق الفم أو الوريد، طوال فترة تصل إلى عشرة أيام، وذلك تبعًا لنتائج تجربة ريكفري. وبعد تحليل نتائج سبع تجارب سريرية منضبطة معشاة، أوصت منظمة الصحة العالمية باستخدام الكورتيكوستيرويدات الجهازية في علاج المرضى المصابين بحالات شديدة، وبعدم استخدامها عند المرضى الذين لا يستوفون معايير المرض الشديد.

#### ريمديسيفير
وافقت إدارة السلع العلاجية الأسترالية على ريمديسفير، باعتباره العلاج الواعد لتقليل فترة الاستشفاء، ويوضع العقار في الحسبان ضمن الإرشادات العلاجية الأسترالية. الجرعة المقتَرحة حتى يوليو 2020 هي جرعة تحميل 200 ميلي غرام، وجرعة صيانة 100 ميلي غرام يوميًا، لفترة 10 أيام عبر الوريد. في الأول من مايو 2020، منحت الولايات المتحدة الأمريكية ترخيص الاستخدام الطارئ (لا الموافقة الكاملة) لريمديسفير عند مرضى الحالات الشديدة الذين أُدخلوا إلى المستشفى بعد أن اقترحت دراسة أنه يقلل مدة الشفاء.

#### تدبير الأعراض
بالنسبة للأعراض، يوصي بعض الاختصاصيين الطبيين باستخدام باراسيتامول (أسيتامينوفين) عوضًا عن إيبوبروفين كخط علاجي أول. لا تعارض منظمة الصحة العالمية ومعاهد الصحة الوطنية استخدام مضادات الالتهاب اللاستيرويدية مثل إيبوبروفين في تدبير الأعراض، وتشير إدارة الغذاء والدواء إلى عدم وجود دليل حتى الآن على دور مضادات الالتهاب اللاستيرويدية في تفاقم أعراض كوفيد-19.
في 19 مارس 2020، ظهرت المخاوف النظرية بشأن مثبطات الإنزيم المحوِّل للأنجيوتنسين ومضادات مستقبلات الأنجيوتنسين، لكنها لم تكن مبررًا كافيًا لإيقاف تلك الأدوية. ووجدت إحدى الدراسات المنشورة في 22 أبريل أن معدل الوفيات المرتبط بجميع الأسباب عند الأشخاص المصابين بكوفيد-19 مع ارتفاع ضغط الدم كان أقل عند تناول هذه الأدوية.

#### علاجات أخرى معدِّلة لسير المرض
وتشمل العلاجات الأخرى المعدلة لسير المرض التي مازالت قيد الدراسة، لكن لم يوصَ باستخدامها استنادًا إلى الأدلة حتى يوليو 2020، بالوكسافير ماربوكسيل وفابيرافير ولوبينافير/ريتونافير وروكسيليتينيب وكلوروكين وهيدروكسي كلوروكين والمصل المضاد وإنترفيرون بيتا 1-ألفا وكولشيسين. ويُدرس إعطاء مثبطات جينوز كيناز (جاك)، باريسيتينيب، عن طريق الفم لعلاج كوفيد-19.
اقتُرح استخدام الأدوية المانعة لتخثر الدم في العلاج، ويبدو أن العلاج بمضادات التخثر باستخدام الهيبارين منخفض الوزن الجزيئي مرتبط بنتائج أفضل في حالات كوفيد-19 الشديدة التي أظهرت علامات الاعتلال التخثري (ارتفاع دي دايمر).

## معدات الحماية

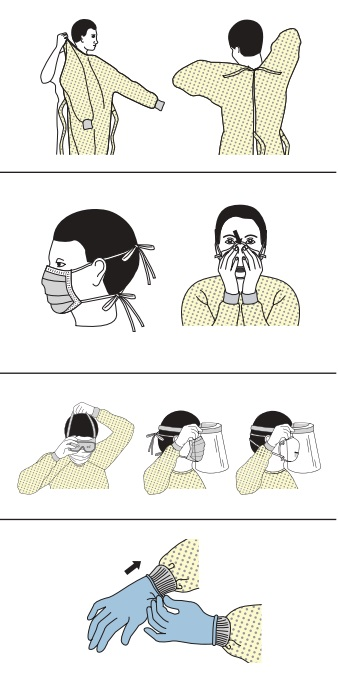
توصي المراكز الأميركية للسيطرة على الأمراض والوقاية منها بأربع خطوات لارتداء معدات الوقاية الشخصية.

يجب اتخاذ الاحتياطات لتقليل خطر انتقال الفيروس، خاصة في أماكن الرعاية الصحية عند تنفيذ الإجراءات التي تُنتج الهباء الجوي، مثل التنبيب الرغامي أو التهوية اليدوية. بالنسبة لاختصاصيي الرعاية الصحية الذين يعتنون بالمصابين بكوفيد-19، توصي مراكز السيطرة على الأمراض والوقاية منها بوضع المريض في غرفة عزل خاصة للوقاية من العدوى المحمولة جوًا بالإضافة إلى استخدام التدابير الوقائية القياسية العالمية والتدابير الوقائية للاتصال والتدابير الوقائية من العدوى المحمولة جوًا.
حددت مراكز السيطرة على الأمراض والوقاية منها إرشادات استخدام معدات الوقاية الشخصية خلال الجائحة. والمعدات الموصى بها هي العباءة الطبية وقناع التنفس أو قناع الوجه والحماية العينية والقفازات الطبية.
ويفضَّل استخدام أقنعة التنفس (بدلًا من أقنعة الوجه) عند توفرها. توصي مراكز السيطرة على الأمراض والوقاية منها باستخدام القناع في الأماكن العامة، عندما يتعذر تطبيق التباعد الاجتماعي، وعند التعامل مع أشخاص لا يعيش الفرد معهم. أُعطيت الموافقة على أقنعة التنفس إن95 في الأماكن الصناعية لكن إدارة الغذاء والدواء الأمريكية أذنت باستخدامها بموجب ترخيص الاستخدام الطارئ. وهي أقنعة مصممة للحماية من الجزيئات المحمولة جوًا مثل الغبار ولكن فعاليتها ضد عوامل بيولوجية معينة غير مضمونة في الاستخدامات غير المُصرح بها. عندما لا تتوفر الأقنعة، توصي مراكز السيطرة على الأمراض والوقاية منها باستخدام واقيات الوجه، أو الأقنعة منزلية الصنع على الأقل.

## التهوية الميكانيكية
معظم حالات كوفيد-19 غير شديدة ولا تحتاج التهوية الميكانيكية أو بدائلها. تجري دراسة نوع الدعم التنفسي الذي يحتاجه المصابون بالفشل التنفسي المرتبط بكوفيد-19 في المستشفى، مع بعض الأدلة على إمكانية تجنب التنبيب باستخدام قنية الأنف بالتدفق العالي للأوكسجين أو ضغط مجرى التنفس الإيجابي. لا يُعرف ما إذا كانت هاتان الآليتان على نفس المستوى من الفائدة لمرضى الحالات الخطيرة. يفضل بعض الأطباء التهوية الميكانيكية الغازية عند توفرها لأنها تحد من انتشار جزيئات الهباء الجوي مقارنة بالقنية الأنفية عالية التدفق.
طُبقت التهوية الميكانيكية عند 79% من المصابين بحالات خطيرة في المستشفى من بينهم 62%ممن تلقوا علاجات أخرى سابقًا، مات 41% منهم، وفقًا لإحدى الدراسات في الولايات المتحدة.
تكون الحالات الشديدة أكثر شيوعًا عند كبار السن (الذين تزيد أعمارهم عن 60 عامًا، وخاصة أولئك الذين تزيد أعمارهم عن 80 عامًا). لا تملك الكثير من البلدان المتقدمة عددًا كافيًا من أسرّة المستشفيات نسبة لعدد السكان، ما يقلل من قدرة نظام الرعاية الصحية على التعامل مع الارتفاع المفاجئ في عدد حالات كوفيد-19 الشديدة. تحرّك هذه المحدودية الدعوات لتسطيح المنحنى. وجدت دراسة في الصين أن %5 من المرضى قُبلوا في وحدات العناية المركزة، و%2.3 احتاجوا دعمًا ميكانيكيًا للتهوية، و%1.4 توفوا. في الصين، أُدخل نحو %30 من المصابين بكوفيد-19 الموجودين في المستشفيات في نهاية المطاف إلى وحدات العناية المركزة.

## متلازمة الضائقة التنفسية الحادة
تصبح التهوية الميكانيكية أكثر تعقيدًا مع تطور متلازمة الضائقة التنفسية الحادة عند مرضى كوفيد-19 وتتزايد صعوبة الأكسجة. تُفضّل أجهزة التهوية التي تسمح بتعديل الضغط وتقدم الضغط الإيجابي في نهاية الزفير لزيادة توصيل الأكسجينوإنقاص خطر أذية الرئة الناجمة عن التهوية الميكانيكية والريح الصدرية. لا يتوفر ضغط نهاية الزفير الإيجابي في بعض الأجهزة. 
| خيارات علاج متلازمة الضائقة التنفسية الحادة ( إيه أر دي إس) |                                                                         |
| العلاج                                                      | التوصيات                                                                |
| قنية أنفية بالتدفق العالي للأوكسجين                         | تشبع الأكسجين< %93 ربما يمنع الحاجة إلى التنبيب أو التهوية              |
| الحجم الجاري                                                | 6 ميلي ليتر لكل كغ ويمكن أن يقلَل إلى 4 ميلي ليتر لكل كغ                 |
| ضغط الهضبة                                                  | يُفضل إبقاؤه تحت 30 سم ماء (يُحتمل أن يُطلب معدل تنفس عالي (35 في الدقيقة) |
| ضغط نهاية الزفير الإيجابي                                   | مستويات متوسطة إلى عالية                                                |
| الاستلقاء البطني                                            | عندما تسوء الأكسجة                                                      |
| معالجة التجفاف                                              | الهدف هو توازن سلبي من 0.5 إلى 1.0 ليتر يوميًا                           |
| المضادات الحيوية                                            | لمعالجة العدوى الثانوية الجرثومية                                       |
| القشرانيات السكرية                                          | غير موصى بها                                                            |

## العلاج التجريبي

### الأدوية المضادة للفيروسات
بدأ البحث في العلاجات المحتمَلة في يناير 2020، وتخضع الكثير من الأدوية المضادة للفيروسات للتجارب السريرية. بدا أن دواء ريمديسيفير هو الدواء الواعد. وبما أن تطوير الأدوية الجديدة ليس ممكنًا قبل عام 2021، منحت الموافقة لأدوية متعددة لها استخدامات أخرى واختُبرت أو تخضع للدراسة حاليًا. يمكن تجربة الأدوية المضادة للفيروسات على مرضى الحالات الشديدة. أوصت منظمة الصحة العالمية بالمشاركة في تجارب التأكد من فعالية العلاجات المحتمَلة وأمانها.

### المصل المضاد
المصل المضاد هو مصل مأخوذ من دم المتعافين من كوفيد-19 ويحتوي على أجسام مضادة لكوفيد-19. منحت إدارة الغذاء والدواء الأمريكية ترخيصًا مؤقتًا للمصل المضاد ليكون علاجًا تجريبيًا في الحالات المهددة للحياة. لم يخضع العلاج بالمصل المضاد للدراسات السريرية المنضبطة المعشاة أو غير المعشاة لمعرفة مدى أمانه وفعاليته في علاج المصابين بكوفيد-19.

## تكنولوجيا المعلومات
في فبراير 2020، أطلقت الصين تطبيقًا هاتفيًا للتعامل مع تفشي المرض. يُطلب من المستخدم إدخال اسمه ورقم الهوية. يمكن للتطبيق أن يكشف «الاتصال الوثيق» باستخدام بيانات المراقبة وبالتالي خطر العدوى المحتمل. يمكن لكل مستخدم أيضًا التحقق من حالة ثلاثة مستخدمين آخرين. إذا اكتُشف خطر محتمَل، فإن التطبيق لا يكتفي بأن يوصي بالحجر الذاتي فقط، بل ينبه أيضًا مسؤولي الصحة المحليين.
تُستخدم تحليلات البيانات الضخمة عبر بيانات الهاتف المحمول وتقنية التعرف على الوجه وتعقُّب الهاتف المحمول والذكاء الاصطناعي لتتبع المصابين والأشخاص الذين اتصلوا بهم في كوريا الجنوبية وتايوان وسنغافورة. في مارس 2020، مكنت الحكومة الإسرائيلية الأجهزة الأمنية من تتبع بيانات الهاتف المحمول للأشخاص الذين تُفترض إصابتهم بالفيروس. وذكرت الحكومة الإسرائيلية أن هذا الإجراء اتُخذ لفرض الحجر الصحي وحماية الأشخاص الذين يُحتمل أنهم تعاملوا مع مواطنين مصابين. لكن جمعية الحقوق المدنية في إسرائيل قالت إن هذه الخطوة «سابقة خطيرة ومنحدر زلق». في مارس 2020 أيضًا، شاركت شركة الاتصالات دويتشه تيليكوم بيانات موقع الهاتف المجمعة مع وكالة الحكومة الفيدرالية الألمانية، معهد روبرت كوخ، للبحث في انتشار الفيروس ومنع تفشيه. استخدمت روسيا تقنية التعرف على الوجه للكشف عن خروقات الحجر الصحي. قال مفوض الصحة الإقليمي الإيطالي جوليو غاليرا إن مشغلي الهواتف المحمولة أبلغوه أن «40% من الناس يواصلون التنقل على أي حال». نظمت الحكومة الألمانية هاكاثون مدته 48 ساعة في عطلة الأسبوع، وشارك فيه أكثر من 42 ألف مشارك. استخدم ثلاثة ملايين شخص في المملكة المتحدة تطبيقًا طورته كلية كينجز لندن لتتبع المصابين بأعراض كوفيد-19. وجهت رئيسة إستونيا، كيرستي كاليولايد، دعوة عالمية لخلق حلول للحد من انتشار فيروس كورونا.

## الدعم النفسي
يسبب الحجر الصحي أو قيود السفر أو الآثار الجانبية للعلاج أو الخوف من العدوى ضائقة نفسية عند بعض الأفراد. وللتعامل مع هذه المخاوف، وضعت اللجنة الوطنية للصحة في جمهورية الصين الشعبية إرشادات وطنية للتدخل في الأزمات النفسية في 27 يناير 2020.
نشرت مجلة ذا لانسيت دعوة للتحرك من 14 صفحة تركز على المملكة المتحدة، وذكرت أن هذه الظروف ستجعل مجموعة من مشكلات الصحة النفسية أكثر شيوعًا. نقلت بي بي سي عن السياسي الأيرلندي روري أوكونور قوله إن «زيادة العزلة الاجتماعية والوحدة والقلق الصحي والتوتر والانكماش الاقتصادي عاصفة مثالية للإضرار بالصحة النفسية للناس ورفاههم». 